# Ван домета
Ван домета је први студијски албум српског репера Кендија. Објављен је 1. децембра 2014. године под независном издавачком етикетом Басивити.
На албуму се налази 15 песама. За неколико песама су снимљени и видео спотови који су доспели на регионални МТВ, као и на њихову топ листу Домаћица. Као продуценти, на албуму су радили Luxonee, Stoka Beats, Цоби, Mystee, Луцид, Крукс, 3man, Бдат Џутим, Марвел и S-Kicka.

## Песме
| Бр. | Назив песме      | Извођач(и)                                            | Трајање |
| --- | ---------------- | ----------------------------------------------------- | ------- |
| 1.  | 33 сата          | Кенди feat.                                           | 04:20   |
| 2.  | Алхемичар        | Кенди                                                 | 03:16   |
| 3.  | Не дирај то      | Кенди feat. Скај Виклер                               | 04:16   |
| 4.  | Ван Града        | Кенди                                                 | 03:48   |
| 5.  | Луксуз           | Кенди feat. Рексона и Плема                           | 04:21   |
| 6.  | Посејдон         | Кенди                                                 | 04:08   |
| 7.  | Др.Џекил Мр.Хајд | Кенди                                                 | 04:36   |
| 8.  | Ван Домета       | Кенди                                                 | 03:59   |
| 9.  | Плацебо          | Кенди feat. Марчело                                   | 03:58   |
| 10. | Универзум        | Кенди                                                 | 03:12   |
| 11. | Ван Памети       | Кенди                                                 | 03:51   |
| 12. | Мрка капа        | Кенди feat. Ху си, Бдат Џутим, Мајки П. и Богосав Икс | 04:49   |
| 13. | Загонетка        | Кенди feat.                                           | 03:31   |
| 14. | Људи             | Кенди                                                 | 03:52   |
| 15. | Слике            | Кенди                                                 | 04:28   |